# Bándy Mária
Bándy Mária (Csíkpálfalva, 1899. szeptember 15. – Csíkpálfalva, 1949. szeptember 4.) magyar koreográfus.

## Életútja
A tanítóképzőt Csíksomlyón és Szatmáron végezte. Jelentősebb munkája, a népszerűsítő, gyakorlati jellegű Székely táncok (Vámszer Géza rajzaival, Sarkadi Elek kottáival, Kolozsvár, 1937), a két világháború közt egyedüli romániai magyar táncgyűjtemény; 20 néptánc szöveges leírását tartalmazza dallamokkal, ábrákkal, fényképekkel, a székely táncélet néhány mozzanatát felvillantó bevezetővel.